# Saint-Michel-sur-Ternoise
Saint-Michel-sur-Ternoise település Franciaországban, Pas-de-Calais megyében. Lakosainak száma 838 fő (2022. január 1.). Saint-Michel-sur-Ternoise Ostreville, Herlin-le-Sec, Maisnil, Roëllecourt és Saint-Pol-sur-Ternoise községekkel határos.

## Népesség
A település népessége az elmúlt években az alábbi módon változott:
| Lakosok száma | 907  | 891  | 896  | 878  | 871  | 863  | 854  | 847  | 838  |
|               | 2013 | 2015 | 2016 | 2017 | 2018 | 2019 | 2020 | 2021 | 2022 |